# Acusilas vei
Acusilas vei Schmidt & Scharff, 2008 è un ragno appartenente al genere Acusilas della Famiglia Araneidae.

## Etimologia
Non è ben chiara l'origine del nome del genere: forse deriva dal greco Ακουσίλαος Acusìlaos, storico e logografo greco del VI secolo a.C., di Argo, da alcuni menzionato fra i Sette Savi e citato da Platone nel Simposio.
Il nome proprio deriva dall'Æsir Vé, della mitologia norrena; i suoi fratelli erano Víli e Odino. Mentre Odino era via, sia Vé che Vili ebbero una relazione con Frigg, la moglie di Odino stesso. Il nome di questa specie è stato dato apposta dagli autori per rimarcare la difficoltà di associare gli esemplari maschili a quelli femminili.

## Distribuzione
L'olotipo maschile rinvenuto proviene dalla foresta del parco nazionale di Lore Lindu, sull'isola di Marena Palu, di Sulawesi.

## Tassonomia
Al 2013 non sono note sottospecie.